# Prix d'Europe
Ne doit pas être confondu avec Prix de l'Europe.
Le Prix d'Europe consiste en une bourse annuelle d'études créée en 1911 par le gouvernement québécois. C'est le plus ancien concours de musique au Québec. 

## Présentation
Le Prix d'Europe est une bourse annuelle d'études créée en 1911 grâce à l'initiative de Joseph-Arthur Paquet (en), homme d'affaires et organiste, alors trésorier de l'Académie de musique du Québec. Approuvé par Joseph-Arthur Bernier, secrétaire de l'Académie et par l'ensemble du conseil d'administration, le projet fut présenté au premier ministre de la province, sir Lomer Gouin, qui donna son aval. Une « Loi pour favoriser le développement de l'art musical » fut ainsi sanctionnée par l'Assemblée législative le 24 mars 1911.
Ouvert aux musiciens et chanteurs du Québec, le Prix vise « à encourager les jeunes musiciens à perfectionner leur art et à poursuivre leurs études hors-Québec ».
Depuis 1911, le Prix d'Europe occupe, dans les annales de l'histoire musicale du Québec, une place particulière et privilégiée : certains des meilleurs instrumentistes, chanteurs et compositeurs de la province ont pu, grâce à cette récompense, bénéficier à l'étranger — en Europe à l'origine, puis, avec le temps, aux États-Unis, et désormais partout dans le monde — de l'enseignement des plus grands pédagogues du monde et d'un environnement culturel nouveau, enrichissant et inspirant.
Depuis 2009, tous les deux ans, le Concours organisé par l'Académie de musique décerne également aux jeunes compositeurs le Prix de composition Fernand-Lindsay, une bourse de 10 000 $ offerte par la Fondation Père Lindsay.
Depuis 2014, la bourse du Prix d'Europe est de 25 000 $, somme offerte par le ministère de la Culture et des Communications du Québec.

## Lauréats
- 1911 : Clotilde Coulombe, piano
- 1912 : Léo-Pol Morin, piano
- 1913 : Omer Létourneau, orgue
- 1914 : Hector Dansereau, piano
- 1915 : Wilfrid Pelletier, piano
- 1916 : Graziella Dumaine, chant
- 1917 : Germaine Malépart, piano
- 1918 : Jean Kaster, violoncelle
- 1919 : Lucille Dompierre, piano
- 1920 : Ruth Pryce, violon
- 1921 : Auguste Descarries, piano
- 1922 : Anna-Marie Messénie, piano
- 1923 : Conrad Bernier, orgue
- 1924 : Gabriel Cusson, violoncelle
- 1925 : Paul Doyon, piano
- 1926 : Lionel Daunais, chant
- 1927 : Rita Savard, piano ; Henri Mercure, composition
- 1928 : Brahm Sand, violoncelle
- 1929 : Jean-Marie Beaudet, orgue
- 1930 : Gilberte Martin, piano
- 1931 : Lucien Martin, violon
- 1932 : Bernard Piché, orgue
- 1933 : Edwin Bélanger, violon
- 1934 : Georges Lindsay, orgue
- 1935 : Georgette Tremblay, orgue
- 1936 : Noël Brunet, violon
- 1937 : Georges Savaria, piano
- 1938 : Marcel Hébert (musicien), piano
- 1939 : Paule-Aimée Bailly, piano
- 1940 : Suzette Forgues, violoncelle
- 1941 : Marcelle Martin, orgue
- 1942 : Claude Lavoie, orgue
- 1943 : Berthe Dorval, piano
- 1944 : Jacqueline Lavoy, piano
- 1945 : Claude Létourneau, violon
- 1946 : Jeanne Landry, piano
- 1947 : Lise DesRosiers, piano
- 1948 : Raymond Daveluy, orgue
- 1949 : Clermont Pépin, piano
- 1950 : Josephte Dufresne, piano
- 1951 : Anna-Marie Globenski, piano
- 1952 : Janine Lachance, piano
- 1953 : Kenneth Gilbert, orgue
- 1954 : Monik Grenier, piano
- 1955 : Léon Bernier, piano
- 1956 : Monique Munger, piano
- 1957 : Jean Leduc, orgue
- 1958 : Lise Boucher, piano
- 1959 : Rachel Martel, piano
- 1960 : Jacqueline Martel, chant ; Gisèle Daoust, piano
- 1961 : Jacques Hétu, composition ; Pierre Ménard, violon
- 1962 : Colette Boky, chant ; John McKay, piano
- 1963 : Cécile Lanneville, violoncelle ; André Prévost, composition
- 1964 : Claude Ouellet, chant ; Claude Savard, piano
- 1965 : Alain Gagnon, composition
- 1966 : Monique Gendron, orgue ; Bruno Laplante, chant
- 1967 : Micheline Coulombe Saint-Marcoux, composition ; Jacques Larocque, saxophone
- 1968 : Roland Richard, chant ; Lucie Madden, orgue
- 1969 : Louise LeComte, flûte à bec
- 1970 : John Whitelaw, clavecin
- 1971 : non décerné, le niveau étant jugé insuffisant[1]
- 1972 : Marie Laferrière, chant ; Karen Quinton, piano
- 1973 : Raynald Arseneault, composition ; Marcel Saint-Jacques, flûte
- 1974 : Jacinthe Couture, piano
- 1975 : Denis Bédard, clavecin
- 1976 : Robert Langevin, flûte
- 1977 : Michel Franck, piano
- 1978 : Gilles Carpentier, clarinette
- 1979 : Chantal Juillet, violon
- 1980 : Marie-Danielle Parent, chant
- 1981 : Jacques Després, piano
- 1982 : Johanne Perron, violoncelle
- 1983 : Sophie Rolland, violoncelle
- 1984 : Violaine Melançon, violon
- 1985 : Éric Trudel, piano
- 1986 : Jean Saulnier, piano
- 1987 : Philippe Magnan, hautbois
- 1988 : Brigitte Rolland, violon
- 1989 : Claude Labelle, piano
- 1990 : Marie-Claude Bilodeau, piano
- 1991 : Stéphane Rancourt, hautbois
- 1992 : Guylaine Flamand, piano
- 1993 : Pascale Giguère, violon
- 1994 : Mark Freiheit, piano
- 1995 : Stéphan Sylvestre, piano
- 1996 : Frédéric Bednarz, violon
- 1997 : Olivier Thouin, violon
- 1998 : Mariane Patenaude, piano
- 1999 : Benoit Loiselle, violoncelle
- 2000 : Catherine Meunier, percussion
- 2001 : Maneli Pirzadeh, piano
- 2002 : Vincent Boucher, orgue
- 2003 : Wonny Song, piano
- 2004 : Anne-Julie Caron, percussion
- 2005 : Jocelyne Roy, flûte traversière
- 2006 : Jean-Sébastien Roy, violon
- 2007 : Caroline Chéhadé, violon
- 2008 : Valérie Milot, harpe
- 2009 : Marie-Eve Poupart, violon ; Maxime McKinley, composition
- 2010 : Tristan Longval-Gagné, piano
- 2011 : Charles Richard-Hamelin, piano ; Gabriel Dharmoo, composition
- 2012 : Victor Fournelle-Blain, violon
- 2013 : Ariane Brisson, flûte
- 2014 : Bénédicte Lauzière, violon
- 2015 : Xiaoyu Liu, piano
- 2016 : David Dias da Silva, clarinette
- 2017 : Felix Hong, piano
- 2018 : Dominique Beauséjour-Ostiguy, violoncelle
- 2019 : Samuel Blanchette-Gagnon, piano
- 2021 : Carole-Anne Roussel, chant
- 2022 : Wilhelm Magner, alto
- 2023 : Elisabeth St-Gelais, soprano
- 2024 : Dabin Zoey Yang, violon
- 2025 : Samuel Lauzon-Schnittka, piano